# Russell Dickerson
Russell Edward Dickerson (Union City, 7 maggio 1987) è un cantante statunitense.

## Biografia
Dopo aver conseguito una laurea in musica presso la Belmont University, nel 2010 firma un contratto con l'agenzia di spettacolo Cretive Artists Agency. Nel 2011 pubblica l'EP Die to Live Again in maniera indipendente e apre alcuni concerti per David Nail. Nel 2015 pubblica il singolo Yours, a cui fa seguito un EP omonimo pubblicato l'anno successivo via Dent Records. Il progetto viene affiancato dall'apertura di concerti per artisti come Thomas Rhett, Canaan Smith e Billy Currington.
Nel 2017 il singolo Yours conosce una seconda primavera raggiungendo un inaspettato successo commerciale negli Stati Uniti, ottenendo un disco di platino e raggiungendo la vetta della classifica country di Billboard nonché la posizione 49 della Billboard Hot 100. L'anno successivo pubblica dunque l'album Yours, un'estensione del precedente EP con cui ottiene un disco d'oro negli Stati Uniti. I successivi singoli estratti dall'album Blue Tacoma ed Every Little Thing raggiungono risultati analoghi a quelli ottenuti da Yours.
Tra 2019 e 2020 apre concerti per Thomas Rhett e Kane Brown. Nel 2020 pubblica il suo secondo album Southern Symphony, supportato dai singoli Love You Like I Used to e Home Sweet, certificati rispettivamente platino e oro negli Stati Uniti. Nel 2022 pubblica i singoli She Likes It e I Remember, rispettivamente in collaborazione con Jake Scott e Cheat Codes.

## Vita privata
Sposato dal 2013, Dickerson ha avuto il suo primo figlio nel 2020.

## Discografia

### Album in studio
- 2017 – Yours
- 2020 – Southern Symphony
- 2022 – Russell Dickerson

### EP
- 2011 – Die to Live Again
- 2016 – Yours, EP
- 2023 – Three Months Two Streets Down

### Singoli
- 2011 – That's My Girl
- 2012 – Green Light
- 2015 – Yours
- 2018 – Blue Tacoma
- 2018 – Every Little Thing
- 2020 – Love You Like I Used To
- 2021 – Home Sweet
- 2022 – She Likes It (con Jake Scott)
- 2022 – I Remember (con i Cheat Codes)